# Rudzianka (dopływ Płoni)
Rudzianka (Sosnówka, niem. Dorfbach, Hochendorfer Bach) – strumień o długości około 6 km w województwie zachodniopomorskim, źródła w powiecie gryfińskim, w gminie Stare Czarnowo (Szczeciński Park Krajobrazowy „Puszcza Bukowa”), uchodzi do Płoni.
Rudzianka wypływa z południowo-wschodniego krańca doliny Wilkowiska (około 100 m na północ od Przełęczy Bukowej). U wylotu doliny strumień spiętrzono w tzw. Źródełko pod Bukowcem. Płynie na północny wschód szeroką, malowniczą doliną. W środkowym biegu skręca ostro na wschód, by krótkim i głębokim przełomem zwanym Bramą Czwójdzińskiego przepłynąć między wzgórzami Słup i Przysłup, po około 300 m przyjmuje z prawego brzegu Słupienicę, z lewego Suchy Potok i zwraca się z powrotem ku północy. Następnie przez około 2 km płynie po zachodniej stronie najpierw Drogi Dolinnej, potem ulicy Chłopskiej. Tuż za wiaduktem autostrady w Klęskowie przepływa na wschodnią stronę ulicy, by po następnych 800 m (na osiedlu Nad Rudzianką strumień częściowo ukryty pod ziemią), zniknąć w rejonie skrzyżowania ulic Chłopskiej z Dąbską. Rudzianka dalej płynie podziemnym korytem i po około 1,3 km wpływa do Rubinowego Stawu na osiedlu Słonecznym, w rejonie ulic Jasnej i Lnianej. Dalej podziemną rurą płynie w okolicę piaskowników na północ od ul.Hangarowej. Za nimi ponownie wchodzi do rury, aby przy granicy ogródków działkowych wzdłuż ul.Gryfińskiej uregulowanym korytem dopłynąć do Kanału Ulgi.